# Ро
 Тази статия е за гръцката буква.  За други значения вижте Ро (пояснение).  
Ро (главна буква Ρ, малка буква ρ) е 17-ата буква от гръцката азбука. В гръцката бройна система с тази буква се означава 100.
Малката буква ρ се използва като символ за:
- Плътност във физиката
- Специфично съпротивление във физиката